# Laura Stephens
Laura Kathleen Jane Stephens (Londra, 2 giugno 1999) è una nuotatrice britannica.

## Carriera
Specializzata nella farfalla, ha vinto la medaglia d'oro nei 200m farfalla ai Mondiali di Doha 2024, diventando così la prima nuotatrice britannica a conquistare il titolo iridato nella disciplina.

## Palmarès
- Mondiali

Doha 2024: oro nei 200m farfalla.
- Europei

Londra 2016: oro nella 4x100m misti.
Budapest 2020: oro nella 4x100m misti.
- Giochi del Commonwealth

Birmingham 2022: argento nei 200m farfalla e bronzo nella 4x100m misti.
- EYOF

Utrecht 2013: argento nei 100m farfalla, nei 200m farfalla e nella 4x100m misti.
- Europei giovanili

Baku 2015: bronzo nei 100m farfalla.
Budapest 2016: bronzo nei 100m farfalla, nei 200m farfalla e nella 4x100m misti.